# Thập hiệu
Thập hiệu (zh. 十號) là mười danh hiệu của một vị Phật, thường được nhắc đến trong những bài kinh, luận:
1. Như Lai (zh. 如來, sa., pi. tathāgata), là "Người đã đến như thế" hoặc "Người đã đến từ cõi Chân như". Phật giáo Mật Tông còn gọi là "Tỳ Lô Giá Na", dịch ý nghĩa là "Đại Nhật Như Lai". Theo tiếng Phạn, "Tỳ Lô Giá Na" là tên gọi khác của Mặt Trời. Dùng danh hiệu "Tỳ Lô Giá Na" có nghĩa coi Đức Phật Thích Ca Mâu Ni là Mặt Trời hồng không bao giờ tắt; tuệ giác của Đức Phật như Mặt Trời soi sáng khắp thế gian, xóa tan đêm tối vô minh.
2. Ứng Cúng (zh. 阿羅漢, sa. arhat, pi. arahant), dịch nghĩa là A La Hán (zh. 應供), là "Người đáng được cúng dường", đáng được tôn kính.
3. Chính Biến Tri (zh. 正遍知, sa. samyaksaṃbuddha), dịch theo âm là Tam-miệu-tam-phật-đà (zh. 三藐三佛陀), là "Người hiểu biết đúng tất cả các pháp".
4. Minh Hạnh Túc (zh. 明行足, sa. vidyācaraṇasaṃpanna), nghĩa là "Người có đủ trí huệ và đức hạnh", tức là có đầy đủ tam minh (Túc Mạng Minh, Thiên Nhãn Minh, Lậu Tận Minh) và ngũ hạnh (Thánh Hạnh, Phạm Hạnh, Thiên Hạnh, Anh Nhi Hạnh, Bệnh Hạnh).
5. Thiện Thệ (zh. 善逝, sa. sugata), là Người đã khéo đi qua cõi thế gian
6. Thế Gian Giải (zh. 世間解, sa. lokavid), là "Người đã thấu hiểu thế giới"
7. Vô Thượng sĩ (zh. 無上士, sa. anuttarapuruṣa), là "bậc tu hành tối cao, không ai vượt qua".
8. Điều Ngự Trượng Phu (zh. 調御大丈夫, sa. puruṣadamyasārathi), nghĩa là Đức Phật có khả năng điều phục những người hiền và ngự phục những kẻ ác theo về chính đạo.
9. Thiên Nhân Sư (zh. 天人師, sa. devamanuṣyānāṃ śāstṛ), là "Bậc thầy của cõi người và cõi trời"
10. Phật Thế Tôn (zh. 佛世尊, sa. buddhalokanātha, buddhalokajyeṣṭha, bhagavān - Bạc già phạm), là "Bậc giác ngộ được thế gian tôn kính"